# Список награждённых медалью Нестерова
- В статье представлен полный список[1] лиц, награждённых за гражданские заслуги «медалью Нестерова» (по субъектам Российской Федерации, внутри секции — в алфавитном порядке).
- Сведения о лицах, награждённых за личное мужество и отвагу, проявленные при защите Отечества и государственных интересов Российской Федерации, при несении боевой службы и боевого дежурства, при участии в учениях и манёврах, за отличные показатели в боевой подготовке и воздушной выучке отсутствуют.

## Республика Бурятия
- Грунин Пётр Фёдорович, руководитель лётного комплекса акционерного общества «Улан-Удэнское авиапредприятие», Республика Бурятия[2]
- Лужковский Виктор Константинович, командир воздушного судна акционерного общества «Улан-Удэнское авиапредприятие», Республика Бурятия [3]
- Шаданов Алексей Георгиевич, начальник отделения Государственного летно-испытательного центра им.В.П.Чкалова, Московская область, указ Президента РФ от 14 февраля 2011 года.

## Республика Дагестан
- Зубанков Александр Гаврилович, командир звена вертолётов государственного предприятия авиакомпании «Авиалинии Дагестана»[4]

## Республика Коми
- Морковников Юрий Валентинович, командир воздушного судна транспортного авиационного комплекса Государственного авиационного предприятия «Комиавиа», Республика Коми[5]

## Республика Саха (Якутия)
- Агафонов Сергей Григорьевич, командир воздушного судна государственного унитарного предприятия «Авиакомпания „Полярные авиалинии“», Республика Саха (Якутия)[6]
- Асабин Александр Оскардович, командир лётного отряда производственного комплекса «Лена» Национальной авиакомпании «Саха Авиа», Республика Саха (Якутия)[7]
- Калачёв Степан Петрович, пилот-инструктор авиационной эскадрильи дочернего государственного унитарного предприятия «Авиакомпания „Якутские авиалинии“», Республика Саха (Якутия)[8]
- Мамонтов Владимир Ильич, командир эскадрильи авиапредприятия «Якутавиатранс», Республика Саха (Якутия) [5]
- Меньшиков Николай Васильевич, командир самолёта Маганского авиапредприятия национальной авиакомпании «Саха-Авиа», Республика Саха (Якутия)[9]
- Необутов Сергей Альбертович, заместитель лётного директора по лётно-методической работе государственного унитарного предприятия «Авиакомпания „Полярные авиалинии“», Республика Саха (Якутия)[10]
- Сукачёв Иван Тимофеевич, командир лётного отряда Мирнинского авиационного предприятия акционерной компании «Алмазы России — Саха», Республика Саха (Якутия) [9]
- Токарев Владимир Николаевич, командир лётного отряда авиакомпании «Якутавиатранс», Республика Саха (Якутия)[9]

## Республика Татарстан
- Пфаненштиль Ян Яковлевич, командир воздушного судна открытого акционерного общества «Бугульминское авиапредприятие» Республики Татарстан [11]

## Республика Хакасия
- Герман Сергей Владимирович, штурман самолёта Абаканского авиапредприятия Красноярского регионального управления воздушного транспорта, Республика Хакасия [12]
- Шавский Евгений Парфирьевич, второй пилот самолёта Абаканского авиапредприятия Красноярского регионального управления воздушного транспорта, Республика Хакасия[12]

## Алтайский край
- Аброшин Олег Викторович, подполковник, лётчик-снайпер, командир в/ч 29557.

## Забайкальский край

### Читинская область
- Потапов Владимир Андреевич, командир авиационной эскадрильи акционерного общества «Чита-авиа», Читинская область[2]

## Камчатский край

### Камчатская область
- Зиновьев Виктор Михайлович, командир авиационной эскадрильи лётного комплекса местных воздушных линий государственного унитарного Петропавловск-Камчатского авиапредприятия [13]

### Корякский АО
- Сурнин Сергей Анатольевич, шеф-пилот авиационного звена самолётов федерального государственного унитарного предприятия «Корякское авиапредприятие»[14]

## Краснодарский край
- Плаксий Игорь Викторович, генеральный директор авиакомпании «Сокол», Краснодарский край [15]

## Красноярский край
- Жаворонок Владимир Петрович, командир авиационной эскадрильи акционерного общества «Сибирская авиатранспортная компания», Красноярский край [15]
- Качанюк Георгий Ананьевич, командир вертолёта Норильского авиационного предприятия, Красноярский край[16]
- Литюшкина Нина Васильевна, второй пилот воздушного судна открытого акционерного общества «Авиакомпания „Красноярские авиалинии“», Красноярский край [17]
- Попков Владимир Александрович, пилот-инструктор акционерного общества «Авиакомпания „Красноярские авиалинии“», Красноярский край[16]
- Рязанов Николай Васильевич, командир воздушного судна Туруханского государственного авиапредприятия, Красноярский край [3]
- Столяров Сергей Иванович, майор, командир вертолётного звена 235 отдельной смешанной авиационной эскадрильи, Красноярский край [18]

### Таймырский (Долгано-Ненецкий) АО
- Абдрахманов Шамиль Шафигуллович, заместитель командира Дудинской объединённой авиационной эскадрильи государственного унитарного предприятия «Норильское авиапредприятие», Таймырский (Долгано-Ненецкий) автономный округ[13]

## Хабаровский край
- Верёвкин Сергей Николаевич, командир вертолёта акционерного общества «Авиакомпания „Восток“», Хабаровский край [16]
- Горбачёв Сергей Павлович, бортовой механик-инструктор авиаэскадрильи акционерного общества «Авиакомпания „Восток“», Хабаровский край [19]
- Лопатин Валерий Иванович, заместитель главного пилота открытого акционерного общества «Авиакомпания „Восток“», Хабаровский край [20]
- Савушкин Олег Николаевич, командир самолёта акционерного общества авиакомпании «Восток», Хабаровский край[7]

## Архангельская область
- Ковалёв Юрий Алексеевич, командир воздушного судна авиакомпании «Архангельские воздушные линии», Архангельская область [21]
- Кузин Валерий Валентинович, командир воздушного судна Архангельского объединённого авиаотряда[5]
- Соловьёв Николай Алексеевич, начальник Архангельского регионального управления Федеральной авиационной службы России [22]
- Цыба Анатолий Алексеевич, командир воздушного судна авиакомпании «Архангельские воздушные линии»[5]

## Вологодская область
- Гуричев Александр Сергеевич, заместитель командира авиационного отряда открытого акционерного общества «Вологодское авиационное предприятие»[23]

## Воронежская область
- Ясько Владимир Иванович, штурман-испытатель открытого акционерного общества «Воронежское акционерное самолётостроительное общество»[24]

## Иркутская область
- - Балабанов Владимир Александрович, заместитель командира отдельной авиационной эскадрильи Нижнеудинского государственного авиапредприятия, Иркутская область [2]
- Башмаков Геннадий Николаевич, командир звена вертолётов акционерного общества «Авиакомпания „Байкал“», Иркутская область [16]
- Безик Михаил Иванович, пилот-инструктор Киренского авиапредприятия, Иркутская область [2]
- Воробьёв Юрий Николаевич, старший пилот-инструктор Иркутского филиала закрытого акционерного общества «Авиапредприятие „ТЕСИС“», город Москва [25]
- Замотаев Виктор Михайлович, начальник отдела Восточно-Сибирского регионального управления воздушного транспорта, Иркутская область[2]
- Кирилюк Сергей Анатольевич, лётчик-испытатель акционерного общества «Иркутский авиаремонтный завод», Иркутская область[2]
- Клюев Владимир Александрович, штурман авиаэскадрильи Иркутского филиала закрытого акционерного общества «Авиапредприятие «ТЕСИС», город Москва [25]
- Макаров Анатолий Иванович, пилот-инструктор открытого акционерного общества «Аэропорт Братск» Иркутской области [11]
- Мякишев Владимир Петрович, заместитель начальника лётного комплекса акционерного общества «Братское авиационное предприятие», Иркутская область[2]
- Чухлебов Александр Иванович, командир воздушного судна акционерного общества авиакомпании «Байкал», Иркутская область[7]
- Шильке Леонид Айженович, командир воздушного судна акционерного общества «Авиакомпания „Байкал“», Иркутская область[16]●Лапуцкая Елена Викторовна, ботпроводник воздушного судна акционерного общества Авиакомпания «Ангара», Иркутская область [26]

## Калининградская область
- Левковский Валерий Борисович, командир воздушного судна открытого акционерного общества «КД авиа», Калининградская область [27]
- Шишов Игорь Владимирович, заместитель генерального директора по организации лётной работы открытого акционерного общества «КД авиа», Калининградская область [28]

## Курская область
- Переверзев Анатолий Петрович, командир отдельного звена Государственного Курского авиапредприятия[29]
- Филиппов Александр Павлович,ст.прапорщик,награжден 10.04.1995г
- Щепетин Валерий Максимович, пилот-инструктор Курского государственного авиапредприятия[16]

## Магаданская область
- Меньшиков Николай Васильевич, командир самолета Маганского авиапредприятия национальной авиакомпании «Саха-Авиа», Республика Саха (Якутия)[30]

## Московская область
- Быков Эдуард Александрович, командир авиационной эскадрильи акционерного общества «Быково- Авиа», Московская область [7]
- Журавлёв Игорь Васильевич, старший лётчик-испытатель — заместитель начальника 353 военного представительства Министерства обороны Российской Федерации при производственном комплексе № 1 - филиала АО «РСК «МиГ» (г. Луховицы, Московская область), полковник[31]
- Кондратьев Сергей Иванович, заместитель командира авиационной эскадрильи — лётчик-испытатель федерального государственного бюджетного учреждения «Научно-исследовательский испытательный центр подготовки космонавтов имени Ю. А. Гагарина», Московская область [32]
- Косырев Александр Васильевич, лётчик-испытатель Жуковской лётно-испытательной и доводочной базы, Московская область (по акционерному обществу «Авиационный научно-технический комплекс имени А. Н. Туполева»)[33]
- Кунин Алексей Андреевич, командир воздушного судна акционерного общества «Быково-Авиа», Московская область[2]
- Лесников Алексей Юрьевич, командир корабля — лётчик-испытатель авиационной эскадрильи федерального государственного бюджетного учреждения «Научно-исследовательский испытательный центр подготовки космонавтов имени Ю. А. Гагарина», Московская область [32]
- Мельников Евгений Александрович, командир воздушного судна акционерного общества «Быково-Авиа», Московская область[5]
- Морозов Юрий Константинович, командир авиаотряда акционерного общества «Быково-Авиа», Московская область[2]
- Нестеров Анатолий Александрович, ведущий инженер по лётным испытаниям ВС Жуковской летно-испытательной и доводочной базы, Московская область (по акционерному обществу «Авиационный научно-технический комплекс имени А. Н. Туполева»)[33]
- Переславцев Борис Борисович, ведущий инженер акционерного общества «Научно-производственное предприятие „Звезда“», Московская область [34]

## Нижегородская область
- Крутелёв Олег Владимирович, штурман самолёта Ту-134А открытого акционерного общества «Авиакомпания „Нижегородские авиалинии“»[35]
- Макаров Дмитрий Александрович, бортовой техник вертолёта МИ-8 МТ, авиация Внутренних Войск МВД Российской Федерации. Указ Президента РФ от 31.12.1997 года. Награда № 2212.
- Петров Виктор Викторович, второй пилот самолёта Ту-134А открытого акционерного общества «Авиакомпания „Нижегородские авиалинии“»[35]
- Соколенко Олег Фёдорович, бортмеханик самолёта Ту-134А открытого акционерного общества «Авиакомпания „Нижегородские авиалинии“»[35]

## Новосибирская область
- Когун Александр Григорьевич, командир воздушного судна Новосибирского государственного авиапредприятия Западно-Сибирского регионального управления воздушного транспорта[36]
- Курбатов Александр Семёнович, второй пилот воздушного судна Ту-154 открытого акционерного общества «Авиакомпания „Сибирь“», Новосибирская область[37]
- Рудакас Евгений Николаевич, лётчик-испытатель, заместитель начальника лётно-испытательной станции открытого акционерного общества «Новосибирское авиационно-производственное объединение имени В. П. Чкалова»[38]
- Жаров Евгений Вавилович, штурман отряда - старший летчик летной службы Авиационного Отряда Специального Назначения по Новосибирской области. Указ президента РФ от 6 ноября 2001 года №1277.

## Оренбургская область
- Асабин Анатолий Васильевич, пилот-инструктор воздушного судна федерального государственного унитарного предприятия «Оренбургские авиалинии»[39]
- Галавиев Марат Равгатович, командир воздушного судна федерального государственного унитарного предприятия «Оренбургские авиалинии»[39]
- Зубарев Василий Иванович, командир авиаэскадрильи Бугурусланского лётного училища гражданской авиации, Оренбургская область [5]
- Кесельман Александр Александрович, командир авиационной эскадрильи федерального государственного унитарного предприятия «Оренбургские авиалинии»[8]
- Кунаев Равиль Рамазанович, командир воздушного судна федерального государственного унитарного предприятия «Оренбургские авиалинии»[39]
- Мамыкин Александр Васильевич, пилот-инструктор Государственного авиапредприятия «Оренбургские авиалинии», Оренбургская область [40]
- Митраков Виктор Иванович, командир звена вертолётов Государственного авиапредприятия «Оренбургские авиалинии», Оренбургская область [41]
- Скрипачев Александр Наумович, командир воздушного судна — инструктор Бугурусланского лётного училища гражданской авиации, Оренбургская область[5]
- Тимофеев Александр Иванович, командир воздушного судна федерального государственного унитарного предприятия «Оренбургские авиалинии»[39]
- Юрин Борис Александрович, командир воздушного судна государственного унитарного предприятия «Оренбургские авиалинии»[42]

## Ростовская область
- Белицкий Юрий Александрович, подполковник,старший инженер-инспектор 4 ВА ВВС и ПВО
- Гордиенко Слава Николаевич, лётчик-испытатель акционерного общества «Таганрогская авиация», Ростовская область (по акционерному обществу «Авиационный научно-технический комплекс имени А. Н. Туполева»)[33]

## Рязанская область
- Горбунов Павел Иванович, пилот-инструктор Сасовского лётного училища гражданской авиации, Рязанская область [29]
- Евсеев Александр Васильевич, командир звена Сасовского лётного училища гражданской авиации, Рязанская область [29]
- Кочетков Николай Васильевич, командир авиационной эскадрильи Сасовского лётного училища гражданской авиации, Рязанская область[29]

## Самарская область
- Запасов Эдуард Леонидович, пилот-инструктор авиаэскадрильи акционерного общества «Авиакомпания Самара»[5]

## Саратовская область
- Черняк Андрей Алексеевич, второй пилот самолета акционерного общества «Саратовские авиалинии», Саратовская область [43]

## Свердловская область
- Абдуллин Данил Кадирович, пилот-инструктор воздушного судна открытого акционерного общества «Авиакомпания „Уральские авиалинии“», Свердловская область [44]
- Кузнецов Владимир Владимирович, заместитель командира авиаэскадрильи акционерного общества «Авиакомпания „Уральские авиалинии“», Свердловская область [45]
- Павлов Анатолий Григорьевич, пилот-инструктор воздушного судна открытого акционерного общества «Авиакомпания „Уральские авиалинии“», Свердловская область [14]
- Филиппов Сергей Васильевич, командир воздушного судна открытого акционерного общества «Авиакомпания „Уральские авиалинии“», Свердловская область [46]
- Шерстев Юрий Павлович, командир воздушного судна акционерного общества «Авиакомпания „Уральские авиалинии“», Свердловская область [45]

## Смоленская область
- Селявин Валентин Юрьевич, заместитель начальника Вяземского аэроклуба Российской оборонной спортивно-технической организации, Смоленская область [47]
- Хрисанов Эдуард Николаевич, капитан запаса. Указ Президента Российской Федерации от 29 января 1997 года № 67

## Томская область
- Тагиров Рафаэль Тагирович, командир воздушного судна Томского государственного авиапредприятия[16]

## Тюменская область
- Медведовский Игорь Николаевич, лётчик-испытатель акционерного общества «Завод № 26», Тюменская область[29]
- Цыпляев Сергей Николаевич, старший лётчик-испытатель акционерного общества «Завод года № 26», Тюменская область[29]

## Ульяновская область
- Артамонов Юрий Александрович, пилот-инспектор Ульяновского высшего авиационного училища гражданской авиации [12]
- Асманкин Иван Емельянович, заместитель командира лётного отряда Ульяновского высшего авиационного училища гражданской авиации, Ульяновская область [48]
- Гребенников Владимир Иванович, командир воздушного судна акционерного общества «Авиакомпания Волга-Днепр», Ульяновская область[7]
- Жегалин Александр Фёдорович, командир воздушного судна — инструктор Ульяновского высшего авиационного училища гражданской авиации, Ульяновская область [48]
- Самаркин, Виктор Фёдорович, командир лётного отряда Ульяновского высшего авиационного училища гражданской авиации [49]
- Сызганский Пётр Петрович, командир самолёта — инструктор Ульяновского высшего авиационного училища гражданской авиации[12]

## Москва
- Агошков Николай Иванович, командир корабля лётного отряда года № 1 лётного директората авиакомпании «Внуковские авиалинии», город Москва[50]
- Белых Владимир Семёнович, начальник службы обеспечения полётов акционерного общества «ОКБ Сухого»[51]
- Быстрицкий Анатолий Васильевич, командир воздушного судна открытого акционерного общества «Аэрофлот — Российские авиалинии», город Москва[52]
- Волков Владимир Петрович, командир воздушного судна открытого акционерного общества «Аэрофлот — Российские авиалинии», город Москва[53]
- Воронин Евгений Александрович, командир лётного отряда воздушных судов открытого акционерного общества «Аэрофлот — Российские авиалинии», город Москва[10]
- Гарнушечкин Виктор Архипович, штурман самолёта «ИЛ-86» открытого акционерного общества «Аэрофлот — Российские авиалинии», город Москва[54]
- Гриневич Андрей Альбертович, командир воздушного судна акционерного общества «Аэрофлот — Российские международные авиалинии», город Москва[55]
- Давыдов Олег Владиленович, командир авиационной эскадрильи лётного отряда открытого акционерного общества «Аэрофлот — Российские авиалинии», город Москва[11]
- Дейнека Николай Петрович, бортмеханик вертолёта Государственного предприятия Национального аэроклуба России имени Чкалова[56]
- Дейнекин Пётр Степанович, начальник Управления Президента Российской Федерации по вопросам казачества[57]
- Дианов Юрий Павлович, командир воздушного судна открытого акционерного общества «Аэрофлот — Российские авиалинии», город Москва[52]
- Дубровский Владимир Михайлович, пилот-инструктор открытого акционерного общества «Аэрофлот — Российские авиалинии», город Москва[53]
- Егоров Виктор Иванович, командир воздушного судна открытого акционерного общества «Аэрофлот — Российские авиалинии», город Москва[58]
- Затонских Игорь Иванович, командир воздушного судна открытого акционерного общества «Аэрофлот — Российские авиалинии», город Москва[59]
- Каминский Эдуард Павлович, командир воздушного судна акционерного общества «Аэрофлот — Российские международные авиалинии», город Москва[7]
- Климов Александр Михайлович, лётчик-испытатель акционерного общества «Московский вертолётный завод имени М. Л. Миля», город Москва[60]
- Ковалёв Александр Андреевич, пилот-инструктор авиаэскадрильи авиакомпании «Внуковские авиалинии», город Москва[5]
- Комков Николай Николаевич, тренер-инженер Государственного предприятия «Национальный аэроклуб России имени Чкалова», город Москва[61]
- Круглов Анатолий Георгиевич, председатель президиума Авиарегистра Межгосударственного авиационного комитета, город Москва[62]
- Лашевский Владимир Феликсович, старший пилот-инструктор акционерного общества «Аэрофлот — российские международные авиалинии», город Москва[22]
- Макаров Василий Борисович, второй пилот воздушного судна открытого акционерного общества «Аэрофлот — Российские авиалинии», город Москва[53]
- Мишанов Владимир Николаевич, командир лётного отряда открытого акционерного общества «Авиакомпания „Сибирь“», город Москва[8]
- Овчинников Евгений Владимирович, начальник инспекции по безопасности полётов Государственной транспортной компании «Россия», город Москва[36]
- Пелих Александр Петрович, заместитель начальника лётной службы — лётчик-испытатель федерального государственного унитарного предприятия «Российская самолётостроительная корпорация „МиГ“», город Москва[63]
- Перегудов Александр Иванович, командир воздушного судна Государственной транспортной компании «Россия», город Москва[16]
- Рыбников Сергей Викторович, лётчик-испытатель федерального государственного унитарного предприятия «Российская самолётостроительная корпорация „МиГ“», город Москва[63]
- Скадин Борис Георгиевич, командир воздушного судна акционерного общества «Внуковские авиалинии», город Москва[64]
- Сытник Юрий Михайлович, пилот-инструктор авиакомпании «Внуковские авиалинии», город Москва[16]
- Таршин Юрий Петрович, начальник отдела лётной эксплуатации Федеральной авиационной службы России[36]
- Тульский Станислав Георгиевич, заместитель генерального директора по организации лётной работы — директор лётного комплекса открытого акционерного общества «Аэрофлот — Российские авиалинии», город Москва[65]
- Фролов Николай Николаевич, пилот-инструктор лётного отряда открытого акционерного общества «Аэрофлот — Российские авиалинии», город Москва[66]
- Хамитов Евгений Робертович, второй пилот самолета «ИЛ-86» открытого акционерного общества «Аэрофлот — Российские авиалинии», город Москва[54]
- Харин Александр Владимирович, командир авиационной эскадрильи открытого акционерного общества «Аэрофлот — Российские авиалинии», город Москва[67]
- Цыкалов Александр Александрович, заместитель командира авиационной эскадрильи акционерного общества «Аэрофлот — Российские международные авиалинии», город Москва[55]
- Шлапаков Владимир Сергеевич, командир лётного отряда акционерного общества «Аэрофлот — Российские международные авиалинии», город Москва[22]

## Санкт-Петербург
- Горавский Сергей Леонидович, начальник парашютно-десантной и поисково-спасательной службы в/ч 3693, город Санкт-Петербург
- Кудрявцев Александр Владимирович, командир авиационного отряда года № 3 государственного унитарного авиационного предприятия «Пулково», город Санкт-Петербург [68]
- Кутергин Владимир Александрович, командир воздушного судна государственного авиационного предприятия «Пулково», город Санкт-Петербург [45]
- Лебедев Владимир Александрович, командир воздушного судна лётно-технического комплекса авиационного предприятия «Пулково», город Санкт-Петербург [69]
- Смирнов Аркадий Валентинович, пилот-инструктор лётно-технического комплекса авиационного предприятия «Пулково», город Санкт-Петербург [69]
- Чварков Дмитрий Михайлович,полковник ВВС РФ,летчик 1 класса,командир  в/ч 10232

•  Хачатрян Алексей Николаевич,        заместитель командира авиационной   эскадрильи акционерного общества   «Авиакомпания «РОССИЯ»,город Санкт-Петербург.Указ Президента   Российской Федерации от 24 августа   2021 года № 488     
•  Иванов Евгений Станиславович,   второй пилот воздушного судна   авиационной эскадрильи акционерного   общества «Авиакомпания   «РОССИЯ»,город Санкт-Петербург.Указ   Президента Российской Федерации от   24 августа 2021 года № 488

## Ханты-Мансийский АО — Югра
- Лахно Павел Владимирович, командир лётного отряда открытого акционерного общества «Нефтеюганский объединённый авиаотряд», Ханты-Мансийский автономный округ [14]

## Регион не указан
- Зубков Анатолий Юрьевич, капитан (по Министерству Российской Федерации по делам гражданской обороны, чрезвычайным ситуациям и ликвидации последствий стихийных бедствий) [70]
- Казаков Анатолий Филаретович, подполковник (по Федеральной пограничной службе Российской Федерации) [71]
- Коновалов Александр Павлович, подполковник (по Федеральной пограничной службе Российской Федерации) [71]
- Носов Сергей Николаевич, майор (по Федеральной пограничной службе Российской Федерации) [71]
- Пивкорец Анатолий Анатольевич, капитан (по Федеральной пограничной службе Российской Федерации) [71]